# Subdivisions de la république du Congo
La république du Congo est divisée, depuis 2024, en quinze départements subdivisés à leur tour en communes et arrondissements (cas de Brazzaville et Pointe-Noire) ou en communes et districts (pour les autres départements). 

## Contexte historique
Le département, prévu par l’article 174 de la Constitution du 20 janvier 2002, est substitué à la région telle que prévue par la loi n°9-95 du 25 mars 1995. Avant 2003, le territoire est divisé en dix régions : la Likouala, la Sangha, la Cuvette, la Cuvette-ouest, les Plateaux, le Pool, la Lékoumou, la Bouenza, le Niari, le Kouilou puis douze quand Brazzaville et Pointe-Noire sont élevées au rang de département. Depuis 2003, l’organisation administrative territoriale divise le territoire national en départements, communes, arrondissements, districts, communautés urbaines, communautés rurales, quartiers et villages. La carte administrative est de nouveau réajustée en 2024.

## Départements, districts et arrondissements
| Départements   | Districts et arrondissements |
| -------------- | --- |

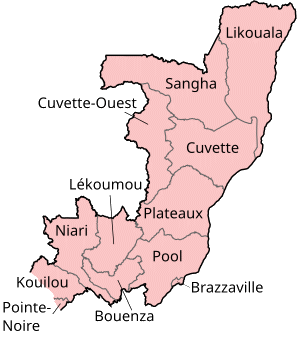
Ancienne carte des Départements de la république du Congo

| Bouenza        | Boko-Songho ; Kayes ; Nkayi ; Bouansa ; Kingoué ; Loudima ; Mabombo ; Madingou ; Mfouati ; Mouyondzi ; Tsiaki ; Yamba                                                                                          |
| Brazzaville    | Brazzaville (commune) avec 9 arrondissements : 1- Makélékélé ; 2- Bacongo ; 3- Poto-Poto ; 4- Moungali ; 5- Ouenzé ; 6- Talangaï ; 7- Mfilou ; 8- Madibou ; 9- Djiri Kintélé (commune) ; Île Mbamou (district) |
| Congo-Oubangui | Bokoma ; Liranga ; Mossaka ; Loukoléla |
| Cuvette-Ouest  | Etoumbi ; Ewo ; Kéllé ; Mbama ; Mbomo ; Okoyo |
| Cuvette        | Boundji ; Makoua ; Ngoko ; Ntokou ; Owando ; Oyo ; Tchikapika |
| Djoué-Léfini   | Igné ; Kimba ; Mayama ; Ngabé ; Odziba ; Vindza |
| Kouilou        | Hinda ; Kakamoéka ; Madingo-Kayes ; Mvouti ; Nzambi ; Tchamba Nzassi |
| Lékoumou       | Bambama ; Komono ; Mayéyé ; Sibiti ; Zanaga |
| Likouala       | Bétou ; Bouaniela ; Dongou ; Enyellé ; Epéna ; Impfondo |
| Niari          | Banda ; Divénié ; Kibangou ; Kimongo ; Londéla-Kayes ; Louvakou ; Mbinda ; Makabana ; Moungoundou Nord ; Moungoundou Sud ; Moutamba ; Mayoko ; Nyanga ; Yaya                                                   |
| Nkéni-Alima    | Abala ; Allembé ; Gamboma ; Makotipoko ; Ollombo ; Ongoni |
| Plateaux       | Djambala ; Lékana ; Mbon ; Mpouya ; Bouemba ; Ngo |
| Pool           | Boko ; Goma Tsé-Tsé ; Kindamba ; Kinkala ; Louingui ; Loumo ; Mindouli ; Mbandza-Ndounga |
| Pointe-Noire   | Pointe-Noire (commune) avec 6 arrondissements : 1- Lumumba ; 2- Mvoumvou ; 3- Tié-Tié ; 4- Loandjili ; 5- Mongo-Mpoukou ; 6- Ngoyo                                                                             |
| Sangha         | Ouesso ; Pokola ; Mokéko ; Ngbala ; Pikounda ; Sembé ; Souanké |